# Нижнее Солёное
Ни́жнее Солёное либо Ни́же Солёное либо Ни́же-Солёная (укр. Нижче Солоне), село,
Выше-Солёненский сельский совет,
Боровской район,
Харьковская область.
Код КОАТУУ — 6321081002. Население по переписи 2001 года составляло 408 (184/224 м/ж) человек.

## Географическое положение
Село Нижнее (Ниже) Солёное находится на берегах реки Соленая в месте её впадения в Оскольское водохранилище (река Оскол).
Выше по течению примыкает село Высшее Соленое. Между сёлами на реке плотина, которая образует Верхне-Солёновское водохранилище.
Рядом с селом проходит железная дорога, станция Пост 45 км.

## Происхождение названия
Слобода названа так потому, что расположена ниже по течению реки Солёной - по сравнению со слободой Выше Солёной.
В документации иногда встречается название села Низшее Солёное и часто - Ниже Солёное, Ни́же-Солёная

## История
- 1780-е года — дата первого упоминания слободы Ниже Солёной, названной так потому, что она расположена ниже по течению реки Солёной — по сравнению со слободой Выше Солёной[4].

## Экономика
- В селе при СССР была свинотоварная ферма.

## Достопримечательности
- Братская могила советских воинов и памятный знак воинам-односельчанам. Похоронены 8 павших воинов.
- Озеро Солёное — объявлено водно-болотными угодьями, являющимися составной частью системы природных территорий, которые находятся под особой охраной.[5]